# Bozdağ
Bozdağ (azerbajdzjanska: Bozdağ dağı, Bozdagh daghy) är ett berg i Azerbajdzjan nära staden Mingäçevir. Det är beläget vid floden Kura och Mingäçevirreservoaren. Bergstoppen är belägen cirka 500 meter över Mingäçevir stad.
Namnet kommer av de turkiska orden boz som betyder grå och dağ som betyder berg.

## Källa
1. ↑  118,html Топографические карты K−38−118 - 1 : 100 000. 1 989
2. 1 2  Боздаг i Stora sovjetencyklopedin
3. ↑  ”Mingachevir City” (på engelska). Ulduz Tourism, Azerbaijan - Türkiye Tour Operator. 20 september 2022. https://ulduztourism.az/en/azerbaijan/aze-cities/mingachevir-city. Läst 10 november 2024.